# Constel·lació de Perseu
Perseu (Perseus) és una constel·lació de l'hemisferi nord, associada a l'heroi grec que va matar el monstre Medusa (Perseu). És una de les 48 constel·lacions ptolemaiques i també és una de les 88 constel·lacions modernes de la Unió Astronòmica Internacional. Algol (β Per) és coneguda per ser un estel variable i el radiant dels meteors anuals Perseids. Es troba a prop de diverses altres constel·lacions que porten el nom de les antigues llegendes gregues que envolten Perseu, com Andròmeda a l'oest i Cassiopea al nord. Perseu també limita amb Àries i Taure al sud, Auriga a l'est, la constel·lació de la Girafa al nord i la Constel·lació del Triangle a l'oest. Alguns atles d'estrelles de principis del segle XIX també representaven a Perseu sostenint el cap incorpori de Medusa, l'asterisme de la qual va ser designat conjuntament com a Perseus et Caput Medusae; tanmateix, això mai va arribar a l'ús popular.
El pla galàctic de la Via Làctia passa per Perseu, l'estrella més brillant del qual és la supergegant groc-blanca Mirfak, que brilla a una magnitud 1,79. Aquesta i moltes de les estrelles circumdants són membres d'un cúmul obert conegut com el Melotte 20. L'estrella més coneguda, però, és Algol (Beta Persei), vinculada a llegendes nefastes per la seva variabilitat, que es nota a simple vista. En lloc de ser una estrella intrínsecament variable, és una estrella binària. Algol (β Per): pot no ser la més brillant de la constel·lació, però és definitivament l'estel més famós. Algol (de l'àrab al-Ghul, que significa 'l'estel del diable') simbolitza l'ull de la gorgona Medusa. Aquest estel és el prototip de tot el conjunt d'estels variables eclipsants. La seva magnitud aparent està entre 2,12 i 3,39, en un període de 2,867 dies. És del tipus espectral B8 V i està a una distància de només 93 anys llum.
Altres sistemes estel·lars notables de Perseu inclouen X de Perseu, un sistema binari que conté una estrella de neutrons, i GK Persei, una nova que va assolir un pic de magnitud 0,2 el 1901. El Doble Cúmul, format per dos cúmuls oberts molt a prop l'un de l'altre al cel, era conegut pels antics xinesos. La constel·lació dona nom al cúmul de Perseu (Abell 426), un enorme cúmul de galàxies situat a 250 milions d'anys llum de la Terra. Acull el radiant de la pluja anual de meteors de les Perseides, una de les pluges de meteors més destacades del cel. Mirfak (α Per): l'estel més brillant de la constel·lació és conegut també com a Algenib (nom que designa també altres estels, per exemple: γ Per). Mirfak és una supergegant del tipus espectral F5 Ib amb una magnitud aparent d'1,79 a un 590 a una distància d'uns 590 anys llum. La seva lluminositat és 5.000 vegades la del Sol, i el seu diàmetre unes 62 vegades el del Sol.

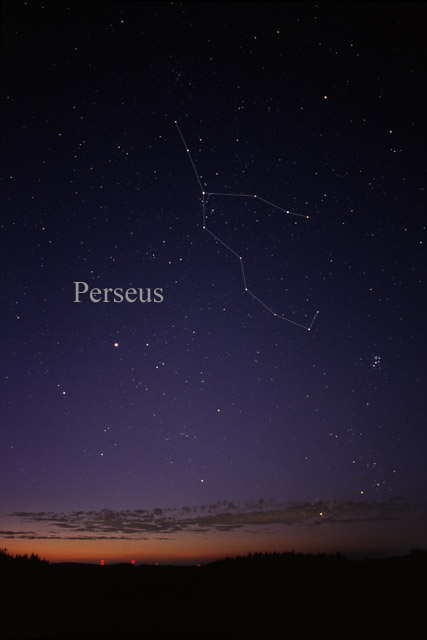

Conté els cúmuls oberts NGC 869, NGC 884 (un cúmul doble) i la galàxia Messier 34.

## Història i mitologia

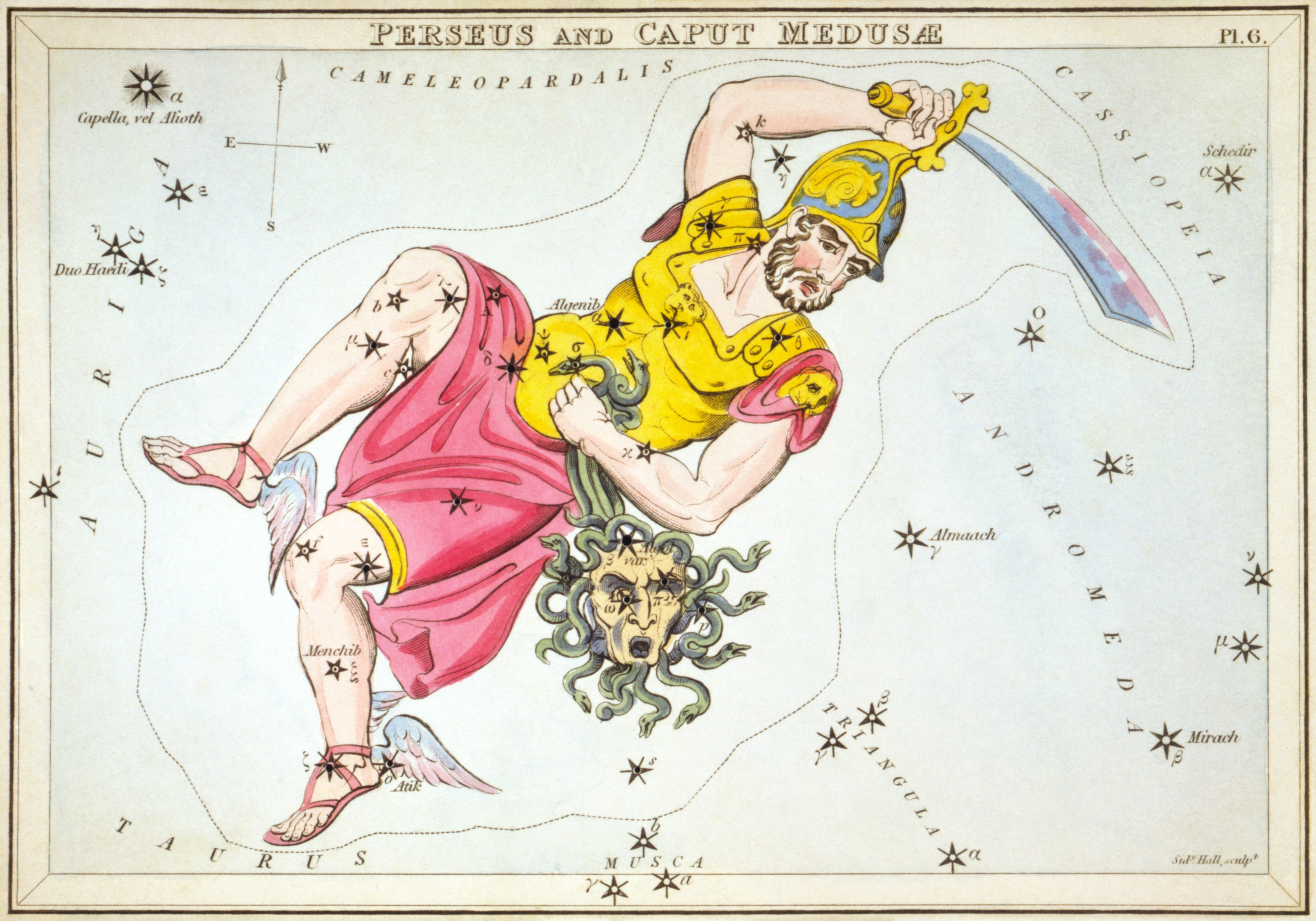
Perseu portant el cap de Medusa la Gorgona, tal com es mostra al Urania's Mirror, un conjunt de cartes de constel·lacions publicades a Londres cap al 1825

En la mitologia grega, Perseu era fill de Dànae, que va ser enviat pel rei Polidectes per portar el cap de Medusa la Gorgona, el rostre de la qual va fer que tots els que la miraven es convertís en pedra. Perseu va matar a Medusa mentre dormia, i Pegàs i Crisàor van aparèixer del seu cos. Perseu va continuar cap al regne de Cefeu, la filla del qual, Andròmeda, havia de ser sacrificada a Cetus, el monstre marí.
Perseu va rescatar Andròmeda del monstre matant-lo amb l'espasa. Va convertir Polidectes i els seus seguidors a apedregar el cap de Medusa i va nomenar Dictys rei pescador. Perseu i Andròmeda es van casar i van tenir sis fills. Al cel, Perseu es troba prop de les constel·lacions d'Andròmeda, Cefeu, Cassiopea (la mare d'Andròmeda), Cetus i Pegàs.
A la Babilònia neoassíria (911–605 aC), la constel·lació de Perseu era coneguda com la constel·lació de l'home vell (SU. GI), aleshores associat amb l'Est al MUL. APIN, un text astronòmic del segle VII.

### En astronomia no occidental
Quatre constel·lacions xineses estan contingudes a la zona del cel identificada amb Perseu a Occident. Tiānchuán (天船), el Vaixell Celestial, va ser el tercer paranatel·ló (Una estrella o constel·lació que s'aixeca al mateix temps que una altra estrella o objecte) de la tercera casa del Tigre Blanc de l'Oest, que representava les barques que Es va recordar als xinesos que construïssin en cas d'una temporada d'inundacions catastròfiques. Incorporant estrelles de la part nord de la constel·lació, contenia Mu, Delta, Psi, Alpha, Gamma i Eta Persei. Jīshuǐ (積水), les aigües altes, va ser el quart paranatellon de la casa esmentada, que representava el potencial d'inundacions inusualment altes durant el final d'agost i principis de setembre a l'inici de la temporada d'inundacions. Lambda i possiblement Mu Persei s'hi trobaven. Dàlíng (大陵), la Gran Trinxera, va ser el cinquè paranatel·ló d'aquella casa, que representava les trinxeres on s'enterraven els criminals executats en massa a l'agost. Estava format per Kappa, Omega, Rho, 24, 17 i 15 Persei. La pila de cadàvers abans del seu enterrament estava representada per Jīshī (積屍, Pi Persei), el sisè paranatel·ló de la casa. El Cúmul doble de Perseu, h i Chi Persei, van tenir una importància especial en l'astronomia xinesa.
A la Polinèsia, Perseu no era comunament reconegut com una constel·lació separada; les úniques persones que en van parlar van ser les de les Illes de la Societat, que l'anomenaven Faa-iti, que significa "Valleta". Algol podria haver estat anomenat Matohi pel poble maorí, però l'evidència d'aquesta identificació és discutida. Matohi ocasionalment va entrar en conflicte amb Tangaroa-whakapau sobre quin d'ells hauria d'aparèixer al cel, el resultat afectant les marees. Coincideix amb la descripció maori d'una estrella blau-blanca prop d'Aldebaran però no desapareix com indicaria el mite.

## Característiques
Perseu limita amb Àries i Taure al sud, Auriga a l'est, Girafa i Cassiopeia al nord, i Andròmeda i Triangle a l'oest. Amb una superfície de 615 graus quadrats, ocupa el vint-i-quatre de les 88 constel·lacions en mida. Apareix de manera destacada al cel nord durant la primavera de l'hemisferi nord. El seu asterisme principal consta de 19 estrelles. Els límits de la constel·lació, tal com els va establir l'astrònom belga Eugène Delporte el 1930, estan definits per un polígon de 26 costats. En el sistema de coordenades equatorials, les coordenades d'ascensió recta d'aquestes fronteres es troben entre 01h 29.1m  i 04h 51.2m , mentre que les coordenades de declinació estan entre 30.92 i 59.11. La Unió Astronòmica Internacional (IAU) va adoptar l'abreviatura de tres lletres "Per" per a la constel·lació el 1922.

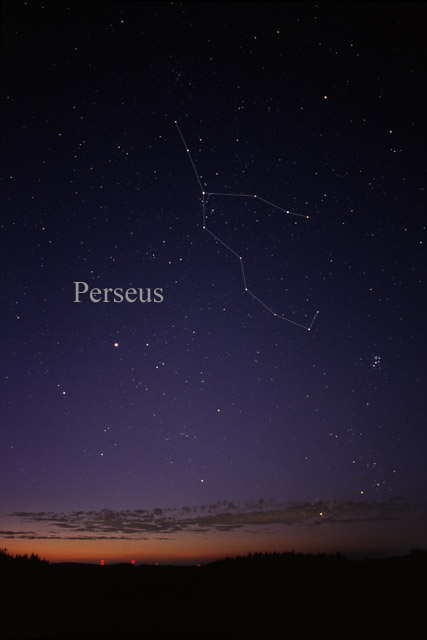
La constel·lació de Perseu tal com es pot veure a ull nu

### Estrelles
Algol (de l'àrab رأس الغول Ra's al-Ghul, que significa El cap del dimoni), també conegut per la seva nomenclatura Bayer Beta Persei, és l'estrella més coneguda de Perseu. Representant el cap de la Gorgona Medusa a la mitologia grega, s'anomenava Horus a la mitologia egípcia i Rosh ha Satan ("Cap de Satanàs") en hebreu. Situat a 92,8 anys llum de la Terra, varia en magnitud aparent des d'un mínim de 3,5 fins a un màxim de 2,3 durant un període de 2,867 dies. El sistema estel·lar és el prototip d'un grup d'estrelles binàries eclipsants anomenades variables Algol, tot i que té un tercer membre per constituir el que en realitat és un sistema estel·lar triple. El component més brillant és una estrella de seqüència principal de tipus B, que és 3,5 vegades més massiva i 180 vegades més lluminosa que el Sol. El component secundari és una estrella subgegant taronja de tipus K0IV que ha començat a refredar-se i expandir-se fins a 3,5 vegades el radi del Sol, i té 4,5 vegades la lluminositat i el 80% de la seva massa. Aquests dos estan separats per només 0,05 unitats astronòmiques (UA), un cinc per cent de la distància entre la Terra i el Sol; la caiguda principal de la brillantor sorgeix quan el company més feble passa per davant del primari més calent i més brillant. El component terciari és una estrella de seqüència principal de tipus A7, que es troba de mitjana a 2,69 ua de les altres dues estrelles. AG Persei és una altra variable Algol a Perseu, el component principal de la qual és una estrella de seqüència principal de tipus B amb una magnitud aparent de 6,69. Phi Persei és una estrella doble, encara que els dos components no s'eclipsen. L'estrella primària és una estrella Be de tipus espectral B0.5, possiblement una estrella gegant, i la companya secundària és probablement un romanent estel·lar. El secundari té un tipus espectral similar als subnans de tipus O.
Amb el nom històric de Mirfak (àrab per colze) o Algenib, Alpha Persei és l'estrella més brillant d'aquesta constel·lació amb una magnitud aparent d'1,79. Un supergegant de tipus espectral F5Ib situat a uns 590 anys llum de la Terra, Mirfak té 5.000 vegades la lluminositat i 42 vegades el diàmetre del Sol. És el membre més brillant de Melotte 20 (també conegut com Collinder 39), i és un cúmul obert que conté moltes estrelles lluminoses. Les estrelles brillants veïnes que en són membres inclouen les estrelles Be Delta (magnitud 3,0), Psi (4,3), i 48 de Perseu (4,0); la variable Beta Cephei Èpsilon de Perseu (2,9); i les estrelles 29 (5,2), 30 (5,5), 31 (5,0), i 34 Persei (4,7). De magnitud 4,05, la propera Iota de Perseu s'ha considerat membre del grup, però en realitat es troba a només 34 anys llum de distància. Aquesta estrella és molt semblant al Sol, brilla amb 2,2 vegades la seva lluminositat. És una estrella de seqüència principal groga de tipus espectral G0V. Les recerques àmplies no han aconseguit trobar proves que tingui un sistema planetari.
Zeta de Perseu és la tercera estrella més brillant de la constel·lació amb una magnitud de 2,86. A uns 750 anys llum de la Terra, és una supergegant de color blanc blau de 26 a 27 vegades el radi del Sol i 47.000 vegades la seva lluminositat. És l'estrella més brillant (vista des de la Terra) d'un grup en moviment d'estrelles gegants i supergegants de color blau-blanc brillant, l'Associació Perseus OB2 o Associació Zeta Persei. Zeta és un sistema estel·lar triple, amb una estrella de seqüència principal de tipus espectral B8 i de magnitud aparent 9,16 a unes 3.900 ua de distància de la primària, i una estrella blanca de seqüència principal de magnitud 9,90 i tipus espectral A2, a unes 50.000 ua de distància., que pot estar o no lligat gravitacionalment als altres dos. X de Perseu és un sistema doble en aquesta associació; un component és una estrella calenta i brillant i l'altre és una estrella de neutrons. Amb una magnitud aparent de 6,72, és massa fosc per ser vist a ull nu fins i tot en condicions perfectament fosques. El sistema és una font de raigs X i sembla que l'estrella primària està patint una pèrdua de massa substancial. Una vegada es pensava que era membre de l'Associació Perseus OB2, Omicron Persei (Atik) un sistema estel·lar múltiple amb una magnitud visual combinada de 3,85. Està compost per dues estrelles de color blau-blanc —un gegant de classe espectral B1.5 i una estrella de seqüència principal de B3— que orbiten entre si cada 4,5 dies i es distorsionen en ovoides a causa de la seva petita separació. El sistema té una tercera estrella de la qual se sap poc. A una distància estimada de 1.475 anys llum de la Terra, ara es creu que el sistema es troba massa lluny del centre del grup Zeta Persei per pertànyer-hi.
GRO J0422+32 (V518 Persei) és un altre binari de raigs X a Perseu. Un dels components és una estrella nana roja de tipus espectral M4.5V, que orbita un misteriós objecte dens i pesat, possiblement un forat negre, cada 5,1 hores. El sistema és una nova de raigs X, el que significa que experimenta esclats periòdics a la banda de raigs X de l'espectre electromagnètic. Si el sistema conté efectivament un forat negre, seria el més petit que s'hagi registrat mai. Una anàlisi posterior el 2012 va calcular una massa de 2,1 masses solars, la qual cosa planteja preguntes sobre què és realment l'objecte, ja que sembla massa petit per ser un forat negre.
Anomenada Gorgonea Tertia, Rho Persei varia en brillantor com Algol, però és una estrella que pulsa en lloc d'eclipsar. En una fase avançada d'evolució estel·lar, és una gegant vermella que s'ha expandit per segona vegada fins a tenir un radi al voltant de 150 vegades el del Sol. El seu heli s'ha fusionat en elements més pesats i el seu nucli està format per carboni i oxigen. És una estrella variable semiregular del tipus Mu Cephei, la magnitud aparent de la qual varia entre 3,3 i 4,0 amb períodes de 50, 120 i 250 dies. El Doble Cúmul conté tres estrelles encara més grans, cadascuna de més de 700 radis solars: S, RS i SU Persei són totes supergegants polsants de tipus M semiregulars. Les estrelles no són visibles a ull nu; SU Persei, el més brillant dels tres, té una magnitud aparent de 7,9 i, per tant, és visible a través dels prismàtics. AX Persei és una altra estrella binària, el component principal és una gegant roja en una fase avançada d'evolució estel·lar, que està transferint material a un disc d'acreció al voltant d'una estrella més petita. El sistema estel·lar és un dels pocs binaris simbiòtics eclipsants, però és inusual perquè l'estrella secundària no és una nana blanca, sinó una estrella blanca de la seqüència principal. DY Persei és una estrella variable que és el prototip de variables DY Persei, que són variables R Coronae Borealis riques en carboni que presenten la variabilitat de les estrelles de branques gegants asimptòtiques. La mateixa DY Persei és una estrella de carboni que és massa tènue per veure-la amb binocles, amb una magnitud aparent de 10,6.
S'ha trobat que set estrelles de Perseu tenen sistemes planetaris. V718 Persei és una estrella del jove cúmul obert IC 348 que sembla ser eclipsada periòdicament per un planeta gegant cada 4,7 anys. S'ha deduït que es tracta d'un objecte amb una massa màxima de 6 vegades la de Júpiter i un radi orbital de 3,3 ua.

### Objectes del cel profund

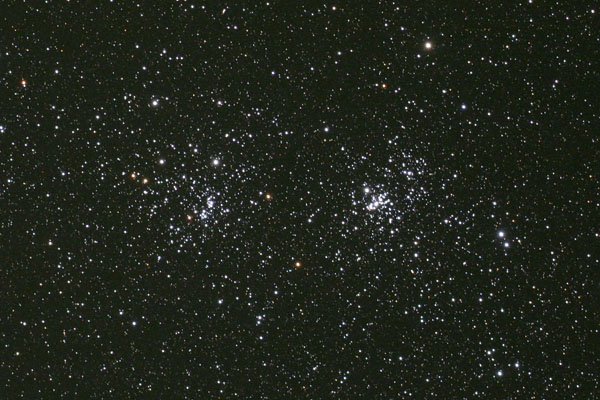
El doble cúmul (NGC 869 i NGC 884)

El pla galàctic de la Via Làctia passa per Perseu, però és molt menys evident que en qualsevol altre lloc del cel, ja que està enfosquit per núvols moleculars. El braç de Perseu és un braç espiral de la Via Làctia i s'estén pel cel des de la constel·lació de Cassiopea passant per Perseu i Cotxer fins a la Bessons i la Constel·lació de l'Unicorn. Aquest segment es troba cap a la vora de la galàxia.
Dins del braç de Perseu es troben dos cúmuls oberts (NGC 869 i NGC 884) coneguts com a Doble Cúmul. De vegades coneguts com h i Chi (χ) Persei, respectivament, són fàcilment visibles a través de prismàtics i telescopis petits. Tots dos es troben a més de 7.000 anys llum de la Terra i es troben a diversos centenars d'anys llum de diferència. Tots dos cúmuls tenen una magnitud aproximadament de 4 i 0,5 graus de diàmetre. Els dos són cúmuls de classe I 3r de Trumpler, tot i que NGC 869 és una classe Shapley f i NGC 884 és un cúmul de classe Shapley e. Aquestes classificacions indiquen que totes dues són força riques (denses); NGC 869 és el més ric de la parella. Els cúmuls són diferents del camp estel·lar circumdant i estan clarament concentrats en els seus centres. Les estrelles constitutives, que compten més de 100 a cada cúmul, varien àmpliament en brillantor.
M34 és un cúmul obert que apareix a una magnitud de 5,5, i es troba aproximadament a 1.500 anys llum de la Terra. Conté unes 100 estrelles repartides per un camp de visió més gran que el de la lluna plena. M34 es pot resoldre amb bona vista, però es veu millor amb un telescopi amb augments baixos. IC 348 és un cúmul obert una mica jove que encara es troba dins de la nebulosa a partir de la qual es van formar les seves estrelles. Es troba a uns 1.027 anys llum de la Terra, té uns 2 milions d'anys i conté moltes estrelles amb discs circumstel·lars. S'han descobert moltes nanes marrons en aquest cúmul a causa de la seva edat; com que les nanes marrons es refreden a mesura que envelleixen, és més fàcil trobar-les en grups més joves.
Hi ha moltes nebuloses a Perseu. M76 és una nebulosa planetària, també anomenada Nebulosa de la Peseta. Apareix dos minuts d'arc per un minut d'arc de diàmetre i té una brillantor aparent de magnitud 10,1. NGC 1499, també coneguda com la nebulosa de Califòrnia, és una nebulosa d'emissió que va ser descoberta el 1884–85 per l'astrònom nord-americà Edward E. Barnard. És molt difícil d'observar visualment perquè la seva baixa brillantor superficial fa que sembli més tènue que la majoria de les altres nebuloses d'emissió. NGC 1333 és una nebulosa de reflex i una regió de formació estel·lar. Perseu també conté un núvol molecular gegant, anomenat núvol molecular de Perseu; pertany a l'esperó d'Orion i és conegut per la seva baixa taxa de formació estel·lar en comparació amb núvols similars.
Perseu conté algunes galàxies notables. NGC 1023 és una galàxia espiral barrada de magnitud 10,35, al voltant de 30 anys llum de la Terra. És el membre principal del grup de galàxies NGC 1023 i possiblement està interactuant amb una altra galàxia. NGC 1260 és una galàxia espiral lenticular o ben enrotllada al voltant de 76,7 anys llum de la Terra. Va ser la galàxia amfitriona de la supernova SN 2006gy, una de les més brillants mai registrades. És membre del cúmul de Perseu (Abell 426), un cúmul de galàxies massiu situat a 76,6 anys llum de la Terra. Amb un desplaçament cap al roig de 0,0179, Abell 426 és el cúmul més proper a la Terra. NGC 1275, un component del cúmul, és una galàxia de Seyfert que conté un nucli actiu que produeix dolls de material, envoltant la galàxia amb bombolles massives. Aquestes bombolles creen ones sonores que viatgen a través del cúmul de Perseu, fent sonar un si bemoll 57 octaves per sota del do mitjà. Aquesta galàxia és una galàxia cD que ha sofert moltes fusions galàctiques al llarg de la seva existència, com ho demostra el "sistema d'alta velocitat" -les restes d'una galàxia més petita- que l'envolta. El seu nucli actiu és una forta font d'ones de ràdio. 3C 31 és una galàxia activa i una font de ràdio a Perseu a 237 milions d'anys llum de la Terra (desplaçament al vermell 0,0173). Els seus dolls, causats pel forat negre supermassiu al seu centre, s'estenen diversos milions d'anys llum en direccions oposades, convertint-los en alguns dels objectes més grans de l'univers.

### Pluja de meteorits
Els Perseids són una pluja de meteors anual prominent que sembla irradiar des de Perseu a partir de mitjans de juliol, amb un màxim d'activitat entre el 9 i el 14 d'agost de cada any. Associats al cometa Swift–Tuttle, s'han observat durant uns 2.000 anys. Els Epsilon Perseids de setembre, descobertes el 2012, són una pluja de meteors amb un cos progenitor desconegut al núvol d'Oort.